# Sayo-Niakari
Sayo-Niakari est une commune rurale de la préfecture du Mbomou, en République centrafricaine. Elle s’étend au nord et à l’est de la ville de Bangassou, chef-lieu de la préfecture. Elle doit son nom aux villages de Sayo et Niakari.

## Géographie
Située au centre-sud de la préfecture du Mbomou, la commune est frontalière du Congo RDC.
|        | Bakouma      |                   |
| Gambo  | Sayo-Niakari | Voungba-Balifondo |
| Ouango | Congo RDC    | Bangassou         |

## Villages
La commune compte 47 villages en zone rurale recensés en 2003 : Badakou, Bagoro, Bambarassa, Bangona, Bondo, Boy-Mousse, Dabrou 2, Dakabo, Dingandigui, Gbogbo, Gbombe, Gomba, Guinigo, Inle-Siolo, Kembe Gbessoro, Kende, Kipa 2, Koulassi, Kpetene, Lakouanga, Limbio, Maliba, Massini, Massoua, Mbororo-Nabarka, Nabarka, Nakingueli, Ndounga, Ngamana, Nganzi, Ngbakanguinza, Ngbondo-Bakette, Ngolapalo, Ngoumbala, Niakari Centre, Nvouna, Police Nzako, Raison, Sana, Sandigui, Sanganakonzi, Sewa, Solo, Waddai, Zidro, Zotte
Zoundoukou.

## Éducation
La commune compte 7 écoles en 2013 : Kipa 2, Zotte, école catholique associée de Niakari, école mixte de Niakari, Ndingandigui, Ngamana-Bondo, Nganzi.